# چکاوک بال‌کوب دماغه
چکاوک بال‌کوب دماغه (نام علمی: Mirafra apiata) نام یک گونه از سرده جل‌ها است.